# Harald Juhnke

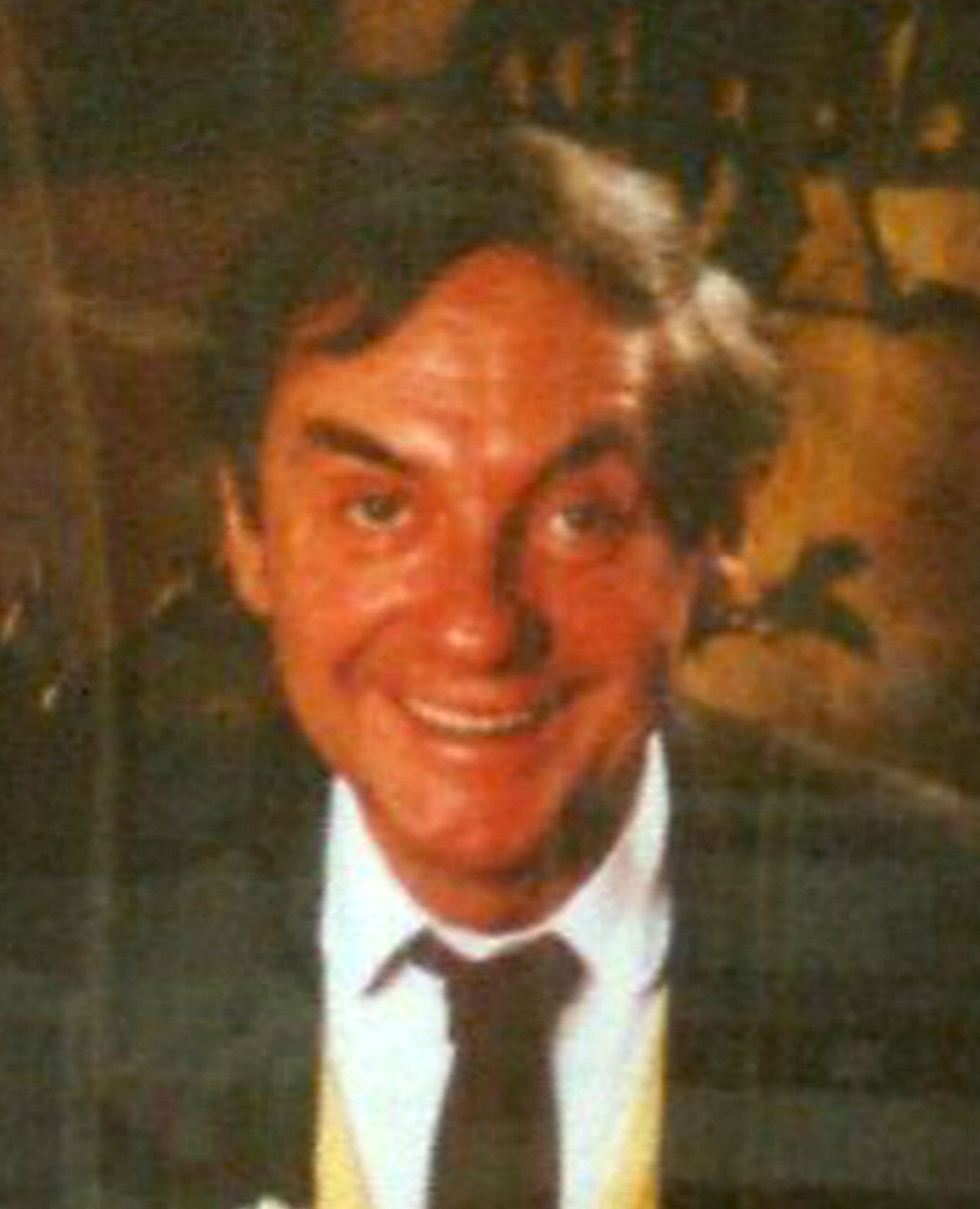
Harald Juhnke (verm. 1990er Jahre)

Harry Heinz Herbert Juhnke, bekannt als Harald Juhnke [Aussprache des Nachnamens: ˈjuːn.kə, oft auch ˈjuːŋ.kə] (* 10. Juni 1929 in Berlin; † 1. April 2005 in Rüdersdorf bei Berlin), war ein deutscher Schauspieler, Entertainer, Synchronsprecher und Sänger.

## Karriere

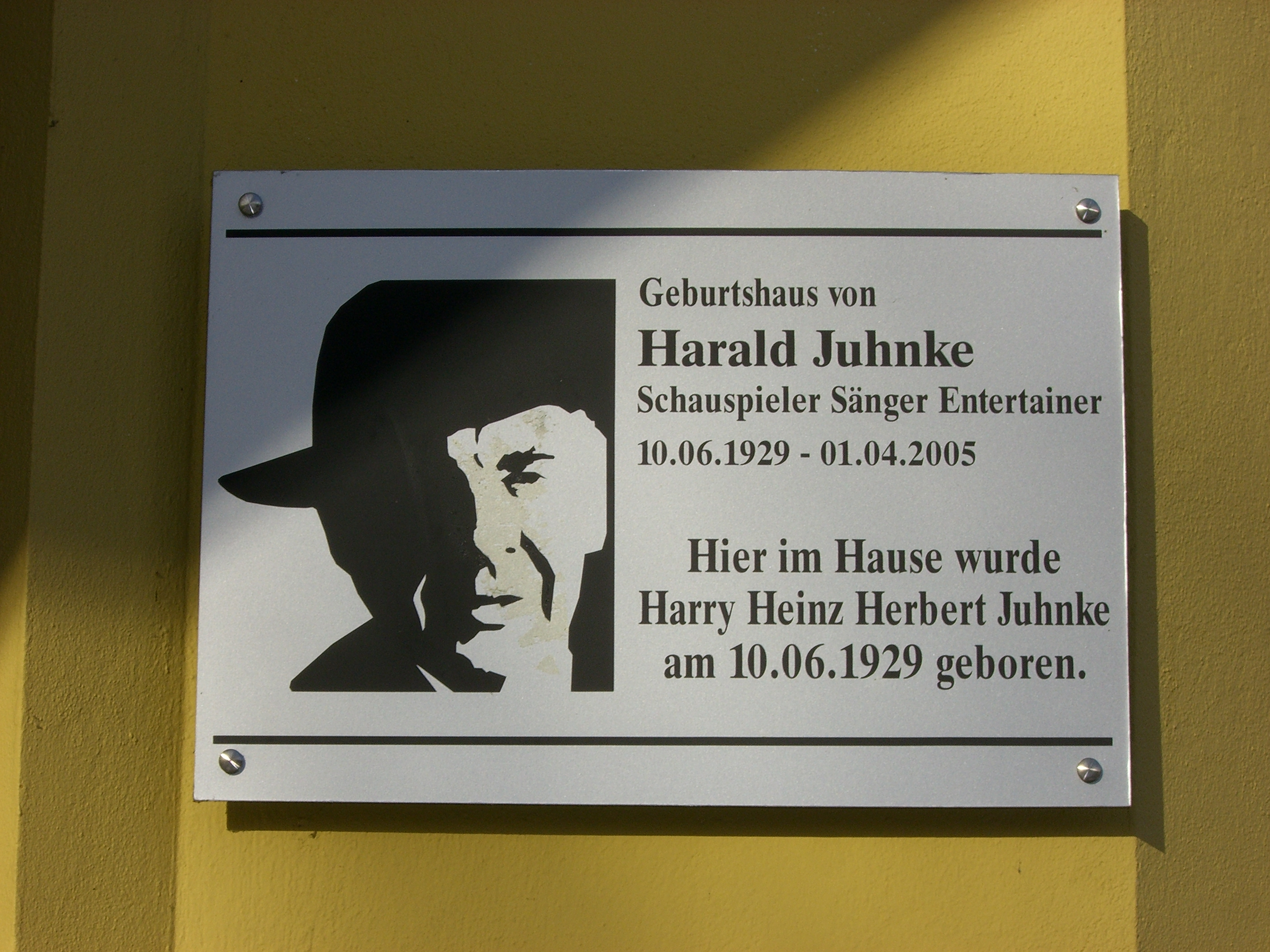
Gedenktafel an Juhnkes elterlichem Wohnhaus (fälschlicherweise als Geburtshaus deklariert) in der Stockholmer Straße 29

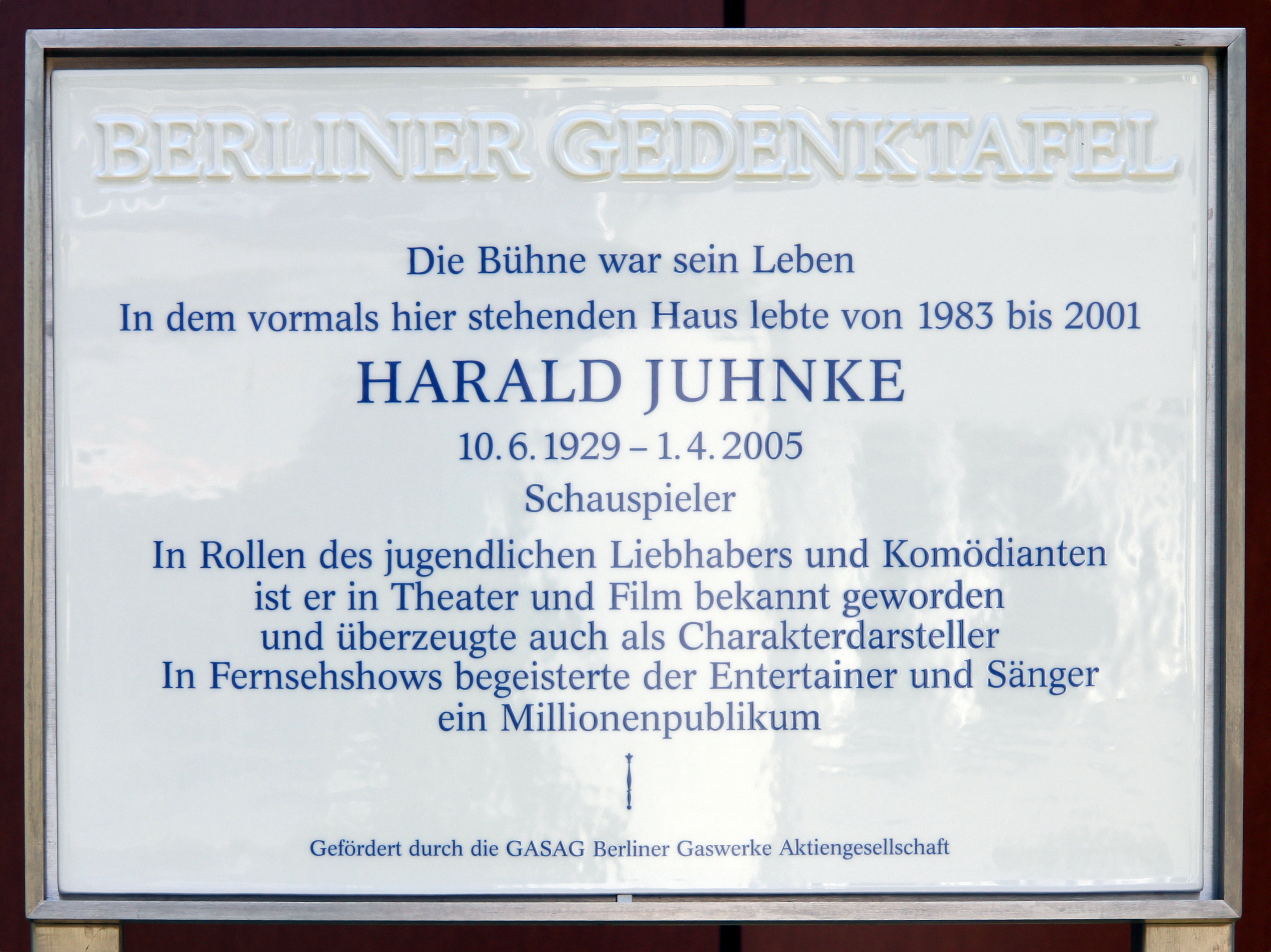
Berliner Gedenktafel am Haus Lassenstraße 1 in Berlin-Grunewald

Harald Herbert Juhnke wurde als Sohn des Polizeibeamten Herbert Juhnke (1898–1981) und dessen Ehefrau Margarete Juhnke, geborene Kolberg (1903–1974) in der Städtischen Frauenklinik Charlottenburg in Berlin geboren. Seine Mutter stammte aus einer Bäckerfamilie. Er wuchs im seinerzeit eher proletarischen Bezirk Wedding auf. 1948 verließ er die Schule, um Schauspieler zu werden.

### Bühnenschauspieler
Nach dreieinhalb Monaten Schauspielunterricht bei Marlise Ludwig trat er am 9. November 1948 in Berlin erstmals auf einer Bühne auf: Im damaligen Haus der Kultur der Sowjetunion, das später zum Maxim Gorki Theater umgetauft wurde, spielte er in dem Revolutionsstück Ljubow Jarowaja einen russischen Offizier. Bei dem damals noch umherziehenden Ensemble Die Vaganten spielte er unter anderem in dem christlichen Stück Ihr werdet sein wie Gott. 1950 engagierte ihn das Theater Neustrelitz, dann die Freie Volksbühne Berlin.
Als freischaffender Schauspieler spielte Juhnke an zahlreichen Bühnen und häufig auf Tourneen. Er bevorzugte Boulevardstücke, wo er anfangs meist in Liebhaberrollen zu sehen war und später in Charakterrollen. 
1987 wurde er fest ans Berliner Renaissance-Theater engagiert. Eine seiner Paraderollen war Archie Rice in John Osbornes Der Entertainer. Er spielte auch die Titelrollen in Tartuffe, in Der Geizige und in Der Hauptmann von Köpenick, James Tyrone in Eines langen Tages Reise in die Nacht und den Blinden in Peter Turrinis Alpenglühen.

### Filmschauspieler
In den 1950er und 1960er Jahren wurde er als Filmschauspieler bekannt. Man engagierte ihn als jugendlichen Liebhaber oder als lustigen Berliner. Er selbst maß diesen Filmen keine allzu große Bedeutung bei:

„Wenn das Telefon klingelte und irgend eine halbseidene Figur bot mir eine Filmrolle an, interessierten mich in den fünfziger Jahren nur drei Fragen: Wie hoch ist die Gage für den Quatsch? Wie hübsch sind meine Partnerinnen? Wo wird der Heuler heruntergespult, wie sonnig ist es dort?“

Populär wurde Juhnke durch das Fernsehen in den 1970er Jahren als Entertainer und Seriendarsteller. Die 1990er Jahre brachten für ihn dann ein Comeback als Filmschauspieler. In den Filmen Schtonk!, Der Papagei (beide 1992) und Der Hauptmann von Köpenick (1997) erwarb er sich bei Kritikern großes Lob als Charakterdarsteller. 1995 spielte er die Hauptrolle in dem Film Der Trinker nach Hans Fallada, in dem er auch die Erfahrungen mit seiner eigenen Alkoholerkrankung verarbeitet.

### Synchronsprecher
Zwischen 1952 und 1994 war Juhnke in der Synchronisation tätig. So sprach er z. B. Marlon Brando (u. a. in Die Faust im Nacken, Morituri und Sayonara), Elvis Presley (Pulverdampf und heiße Lieder), Charles Bronson (Ein Mann ohne Furcht), Peter Falk (Eine Leiche zum Dessert), Peter Sellers (Der rosarote Panther), Robert Wagner (u. a. Die gebrochene Lanze), Woody Allen (Was Sie schon immer über Sex wissen wollten…), Stacy Keach (Abrechnung in San Franzisko) und Philippe Leroy (Milano Kaliber 9).
Für zwei Disney-Filme übernahm Juhnke in den siebziger Jahren deutsche Synchronrollen. So war er die Stimme des Fuchses Ehrlicher John in der zweiten Synchronfassung von Pinocchio. In Bernard und Bianca sprach er den Albatros Orville.
In dem Film Charlie – Alle Hunde kommen in den Himmel von Don Bluth war er als die deutsche Stimme des Schäferhundes Charlie B. Barkin zu hören. Der Film wurde 1989 in den mit Disney konkurrierenden Sullivan Bluth Studios fertiggestellt.

### Fernsehstar
Ab 1977 trat er verstärkt im Fernsehen auf: Zunächst mit Grit Boettcher in der ZDF-Serie Ein verrücktes Paar, dann moderierte er ab 1979 als Nachfolger des verstorbenen Showmasters Peter Frankenfeld im ZDF die Show Musik ist Trumpf und erreichte damit bis zu 30 Millionen Zuschauer. Juhnkes Alkoholprobleme führten Ende 1981 zur Einstellung der Sendereihe.
Ab 1985 übernahm er die Rolle des Trödelhändlers Ottmar Kinkel in der seit 1977 laufenden Fernsehvorabendserie Drei Damen vom Grill. Von 1987 bis 1989 spielte er mit Eddi Arent in der Sketchserie Harald und Eddi. Er war der erste Gast in der Harald-Schmidt-Show.
Von 1985 bis 1991 moderierte er die Sendung Willkommen im Club.

### Sänger
Als Showmaster eiferte er in Smoking und Lackschuhen seinem Vorbild Frank Sinatra nach. Zu seinen Songs zählte eine deutsche Version von Sinatras Hit My Way, die er ebenso wie die Lieder Berlin, Berlin (New York), Barfuß oder Lackschuh mehrmals in unterschiedlichen Versionen und Arrangements einspielte. Im Jahre 1996 nahm Juhnke mit der Hagener NDW-Band Extrabreit die Single Nichts ist für immer auf.

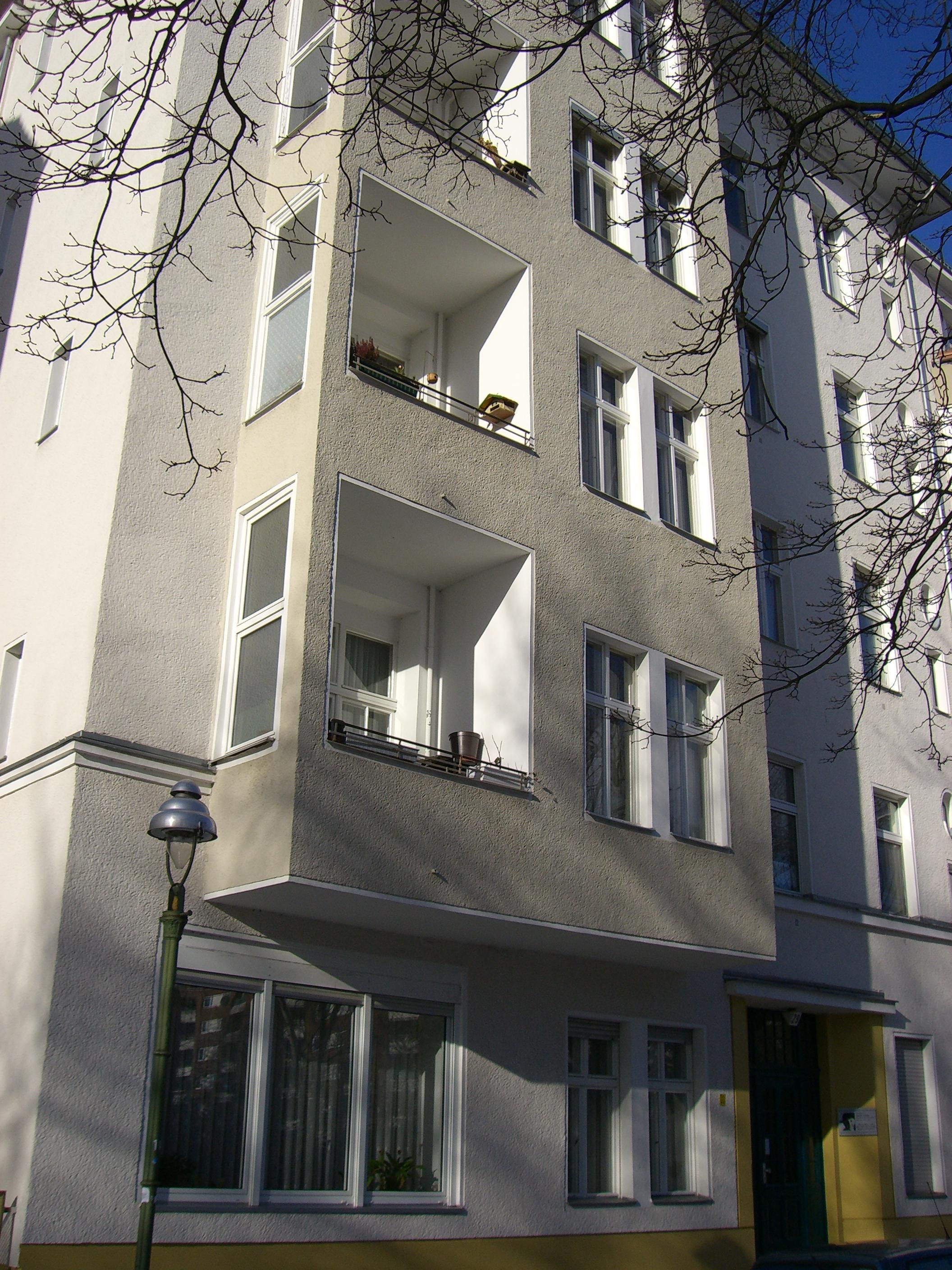
Wohnhaus der Familie von Harald Juhnke in Berlin-Gesundbrunnen

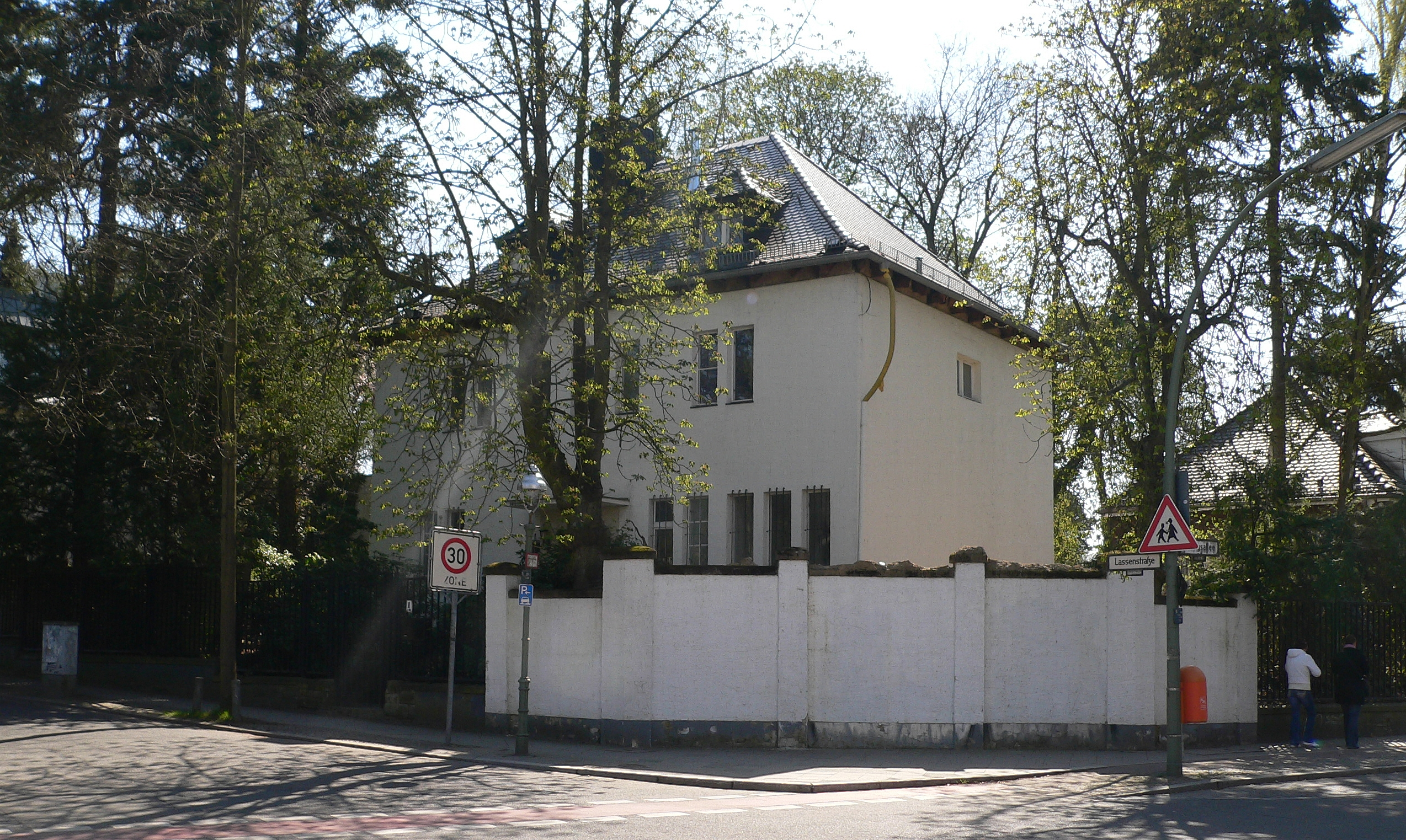
Villa von Harald Juhnke in Berlin-Grunewald, Lassenstraße (abgerissen 2012)

### Engagement
Juhnke war 1999 zusammen mit Walter Plathe und Günter Pfitzmann Mitbegründer des Zille-Museums in Berlin.

## Privatleben

### Familie
Juhnke war in erster Ehe seit 1952 mit der Schauspielerin und Tänzerin Sybil Werden verheiratet. Aus dieser Ehe stammen zwei Kinder: Tochter Barbara (1953–1955) und Sohn Peer (* 1956), der als Orthopäde in München arbeitet. Die Ehe wurde 1962 geschieden. Von 1963 bis 1971 war er mit Chariklia Baxevanos liiert. Am 8. April 1971 heiratete Juhnke die Schauspielerin Susanne Hsiao in Berlin-Schmargendorf. Sie ist die Tochter eines chinesischen Gastronomen und einer Ostpreußin. 1972 wurde ihr Sohn Oliver Marlon geboren.

### Alkoholkrankheit
Die Öffentlichkeit nahm an Juhnkes Alkoholkrankheit, insbesondere durch die Berichterstattung in der Boulevardpresse, regen Anteil. Sein problematischer Alkoholkonsum wurde 1959 erstmals öffentlich bekannt. Juhnke war seinerzeit wegen Trunkenheit am Steuer, Widerstand gegen Vollstreckungsbeamte, Körperverletzung und Beleidigung zu sieben Monaten Gefängnis ohne Bewährung verurteilt worden. Nach vier Monaten wurde er wegen guter Führung entlassen und verzichtete fortan auf einen Führerschein. Es kam seither immer wieder zu schweren Alkoholabstürzen, die häufig auch in Phasen großer Erfolge einsetzten, zu Regressforderungen seiner Arbeitgeber führten und die Engagements des Mannes für alle Fälle, zu dem er sich selbst stilisierte, gefährdeten oder beendeten.
Im Jahr 1981 verlor Juhnke seine Fernsehshow Musik ist Trumpf, da das ZDF der Ansicht war, dass es sich nicht mehr auf ihn verlassen könne. 1982 erschien ein Party-Sampler mit dem Namen Ein Vollrausch in Stereo. 20 schäumende Stimmungshits. Auf der Rückseite befand sich der Hinweis: „Ein Pfennig pro verkaufter LP geht an einen Stimmungsbomber der ersten Stunde, der seine Gesundheit einer gnadenlosen Unterhaltungs- und Alkoholindustrie opferte: Harald Juhnke.“
Am 25. Oktober 1984 erhielt Juhnke die Kündigung durch das ZDF aufgrund seiner „Unberechenbarkeit“. Anlässe waren sein geplatzter Auftritt in der Fernsehshow Dalli Dalli, sein Ausstieg aus den Dreharbeiten zu einer Verfilmung des Dramas Die Hose sowie sein betrunkener Auftritt in der SFB-Talkshow Leute, eine Talkshow aus dem Café Kranzler mit Gisela Marx und Wolfgang Menge. Ausdrücklich befürwortet wurde die Kündigung durch den Moderator der ZDF-Suchtwoche Hans Mohl. In den 1980er Jahren gewann die Molkerei Müller Juhnke als Werbeträger u. a. für Buttermilch und Kefir und spielte gezielt auf den Konsum alkoholfreier Getränke als Alternative für ihn an. 
Im Januar 1996 verpasste er einer Reporterin des Senders RTL, die mit ihrem Fernsehteam vor seinem Haus wartete, am Gartenzaun eine Ohrfeige. Anfang Februar 1997 hielt er sich in Begleitung des Sohnes Oliver im Mondrian-Hotel in Los Angeles auf, von wo Juhnke zu Dreharbeiten für die ARD-Serie Klinik unter Palmen weiterreisen wollte. In betrunkenem Zustand schlug er zunächst eine in der Lobby anwesende Touristin aus Florida und dann seinen Sohn. Es wurde ihm vorgeworfen, einen schwarzen Wachmann, der Juhnke zu seinem Zimmer geleitet hatte, einen „dreckigen Nigger“ genannt und gesagt zu haben, dass dieser unter Adolf Hitler vergast worden wäre. Der Vorfall und die Beleidigung führten zu internationalem Aufsehen und wurden von deutschen Politikern wie den Bundestagsabgeordneten Cornelie Sonntag-Wolgast und Johannes Gerster verurteilt.
1998 wurde seine Autobiografie, die er mit dem Journalisten Harald Wieser verfasst hatte, unter dem Titel Meine sieben Leben vom Rowohlt Verlag veröffentlicht.
Bei einem Konzert am 11. Oktober 1999 im Berliner Friedrichstadtpalast kehrte Juhnke nach der Pause zunächst für eine halbe Stunde nicht auf die Bühne zurück. Stattdessen trat als Gast die afroamerikanische Jazzsängerin Jocelyn B. Smith auf, die zunächst vereinzelt, schließlich von rund einhundert der zweitausend Zuschauer ausgepfiffen wurde. Juhnke betrat zunächst noch für ein Duett mit Smith die Bühne, brach das Konzert dann ab und warf dem Publikum Rassismus vor. Juhnke und Smith wiederholten das Konzert einen Monat später an gleicher Stelle ohne Störungen.

### Endgültiger Zusammenbruch
Als „Quartalstrinker“ konnte Juhnke durch längere Phasen von Abstinenz bis zuletzt eine Leberzirrhose vermeiden. Die Schäden am Gehirn schritten jedoch voran. Im Spätsommer 1997 verbrachte Juhnke wegen einer schweren Lungenentzündung 55 Tage im Martin-Luther-Krankenhaus in  Berlin, davon zwei Wochen im künstlichen Koma. Er erholte sich langsam und hinterließ einen verwirrten Eindruck. Hier erwähnten die Ärzte erstmals ihm gegenüber das Korsakow-Syndrom als Folge einer vergiftenden Lebensführung. Auf den Rat eines Neurologen hin ließ er sich im Oktober 1997 in der Psychiatrischen Universitätsklinik Basel von Franz Müller-Spahn untersuchen. Dieser attestierte ihm, dass er zwar nicht das Vollbild der Krankheit zeige, wohl aber unter Korsakow-Symptomen leide wie Gedächtnislücken, illusionären Verkennungen, halluzinativer Ängstlichkeit, leichtem Verfolgungswahn und schweren Schlafstörungen. Nach einer umfassenden Suchttherapie warnte ihn der Professor: „Bei der nächsten Flasche wird es für Sie möglicherweise keine Zukunft mehr geben.“ Juhnke sei am Verlust der Kontrollfähigkeit erkrankt. Dadurch verwandle seine Biochemie das ganz normale Bedürfnis nach einem entspannenden Glas augenblicklich in eine anormale Gier. Anschließend kehrte Juhnke nach Berlin zurück.
Seinen letzten Rückfall hatte Juhnke im Juli 2000 – er wurde in einem Hotel in Baden bei Wien aufgefunden, wo er sich zu den Dreharbeiten zum Film Zwei unter einem Dach aufhielt, die er nicht mehr beenden konnte. Dabei galt Juhnke seit drei Jahren als trocken. Nachträglich wurde rekonstruiert, dass er um 01:45 Uhr morgens seine Suite 133 im Grand Hotel Sauerhof verließ und sich von einem Taxi in die Nachtbar Filou bringen ließ. Dort feierte und sang er spontan vor einem begeisterten Publikum. Um halb sechs Uhr brachte ihn der Taxifahrer in das Hotel zurück. Juhnke hatte laut Rechnung zehn doppelte Whiskys und zehn doppelte Wodkas für 966 Schilling konsumiert. Nachmittags holte Susanne Juhnke ihren Mann mit dem Privatjet vom Flughafen Wien-Schwechat ab. In Basel wurde bei ihm das Korsakow-Syndrom diagnostiziert. Sein langjähriger Manager Peter Wolf erklärte am 11. Dezember 2001 auf einer Pressekonferenz, dass Juhnke nie wieder als Schauspieler würde arbeiten können und seine Rückkehr auf die Bühne ausgeschlossen sei. Juhnke lebte fortan in einem Pflegeheim in Fredersdorf-Vogelsdorf in der Nähe von Berlin.

### Tod und Beerdigung

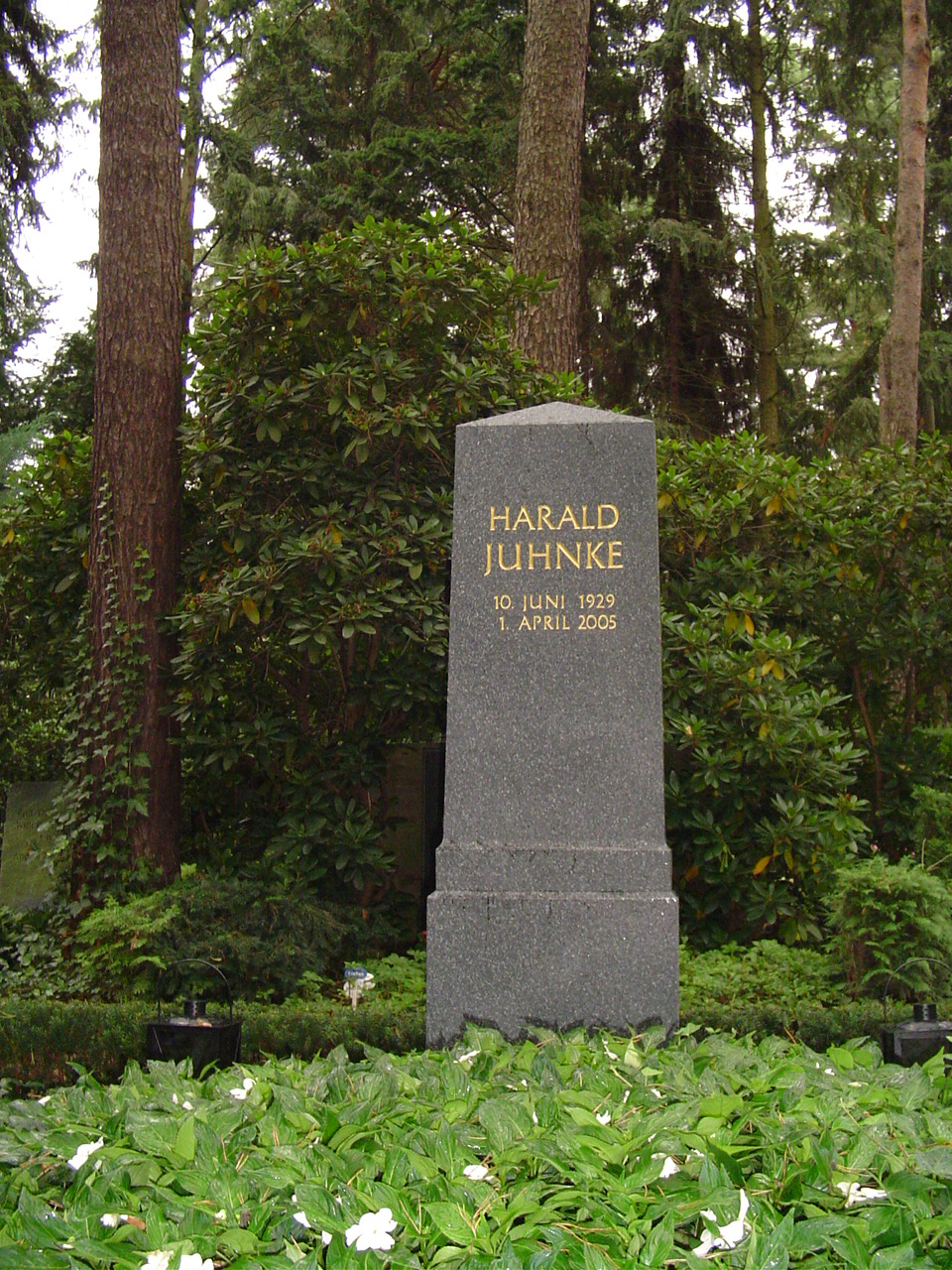
Das Grab von Harald Juhnke

Ende Februar 2005 wurde Juhnke mit akutem Flüssigkeitsverlust in das Krankenhaus Rüdersdorf bei Berlin eingeliefert und musste danach künstlich ernährt werden. Am 1. April 2005 starb der Schauspieler im Alter von 75 Jahren an den Folgen seiner Krankheit. Am 9. April 2005 fand in der Berliner Gedächtniskirche eine Trauerfeier mit 800 Anwesenden und Trauerreden des Regierenden Bürgermeisters Klaus Wowereit und des Fernsehmoderators Thomas Gottschalk statt. Auf seinem letzten Weg erhielt Juhnke vor der Gedächtniskirche einen letzten Applaus von mehr als tausend Menschen. Die dortige Gedenkfeier wurde vom Fernsehsender n-tv live übertragen. Die anschließende Beisetzung auf dem städtischen Waldfriedhof Dahlem (Grab 007/197-198) fand im engsten Familienkreis statt. Die Grabstätte gehört zu den Ehrengräbern des Landes Berlin.
Auf der Rückseite der Grabstelle findet sich nachfolgender Text von Max Reinhardt:

„Der wahre Schauspieler ist von der unbändigen Lust getrieben,

sich unaufhörlich in andere Menschen zu verwandeln

um in den Anderen am Ende sich selbst zu entdecken.“

## Gedenken

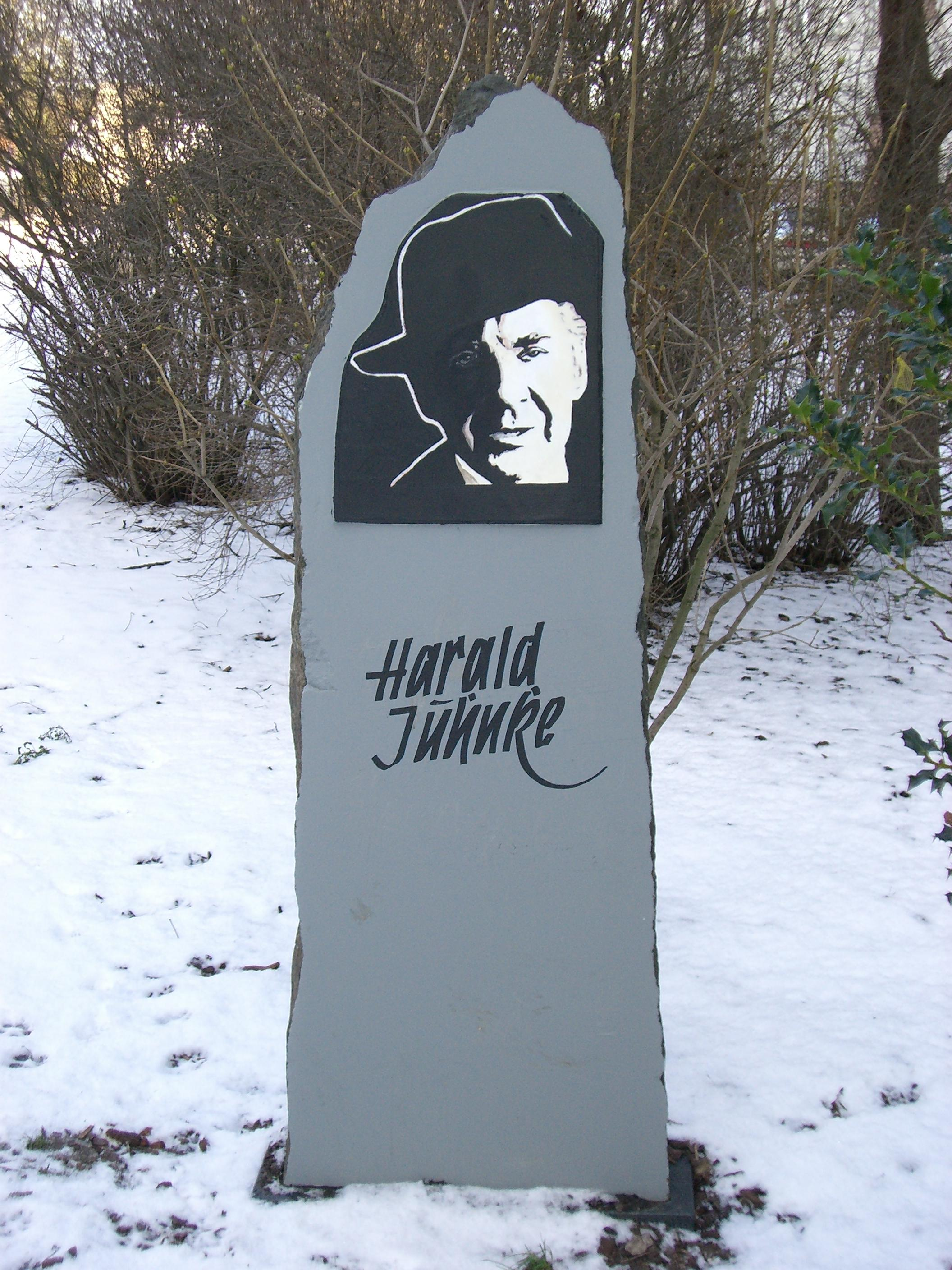
Gedenkstein für Juhnke nach der Umänderung

Zu Ehren Harald Juhnkes wurde am 25. Oktober 2005 im Berliner Ortsteil Gesundbrunnen in der Fordoner Straße ein Gedenkstein enthüllt, der ein Relief des Schauspielers zeigt. Dieser Gedenkstein wurde von der rheinland-pfälzischen Bildhauerin Eike Stielow entworfen. Nachdem die Gestaltung des Gedenksteins in der Öffentlichkeit überwiegend auf Ablehnung stieß, wurde er von Joachim Brunken, einem Jugendfreund Juhnkes, verändert.
Ende März 2007 wurde eine neue Variante des Denkmales wiederum durch Brunken in den Medien präsentiert. Dafür mussten 70.000 Euro aufgebracht werden.
Am 10. Juni 2014 wurde an seinem ehemaligen Wohnsitz in Berlin-Grunewald, in der Lassenstraße 1, eine Berliner Gedenktafel angebracht.

## Juhnke als Bühnenschauspieler (Auswahl)
Theater der Freien Volksbühne Berlin:
- 1950: Per Schwenzen: Karthagische Komödie – Regie: Ernst Karchow
- 1950: Emlyn Williams: Die Saat ist grün (mit Lucie Mannheim und Hardy Krüger) – Regie: Julius Gellner
- 1951: William Shakespeare: Ende gut, alles gut – (mit Eva Ingeborg Scholz und Wolfgang Lukschy) – Regie: Hans Lietzau
- 1951: Molière: Don Juan – (mit Siegmar Schneider) – Regie: Giorgio Strehler
- 1951: Heinz Coubier: Morgen ist auch noch ein Tag – Regie: Ernst Karchow
- 1951: Luigi Pirandello: Sechs Personen suchen einen Autor – (mit Lola Müthel und Kurt Meisel) – Regie: Oscar Fritz Schuh
- 1951: William Shakespeare: Ein Wintermärchen – (mit Heidemarie Hatheyer und O. E. Hasse) – Regie: Ludwig Berger
- 1951: Dieter Rohkohl: Fips mit der Angel – (mit Martin Benrath) – Regie: Christoph Groszer
- 1952: Melchior Kurtz: Zu treuen Händen – (mit Alice Treff und Hans Nielsen) – Regie: Erik Ode
- 1952: Franz Seitz: Dorado – (mit Paul Edwin Roth) – Regie: Werner Kelch
- 1953: Terence Rattigan: Die lockende Tiefe – (mit Karl John und Franz Schafheitlin) – Regie: F. R. Wendhousen
- 1953: Ursula Haucke: Brötchen und Tee – Regie: Malte Jaeger
- 1953: Luis d'Alton: Gemachte Leute – (mit Käthe Haack und Paul Esser) – Regie: Otto Kurth
- 1953: Georg Büchner: Wozzeck – (mit Ursula Lingen und Alfred Balthoff) – Regie: Oscar Fritz Schuh
- 1953: Molière: Tartuffe – (mit Ernst Schröder und Tilla Durieux) – Regie: Oscar Fritz Schuh
- 1954: Florimond Hervé: Mamselle Nitouche – (mit Maria Sebaldt und Agnes Windeck) – Regie: Oscar Fritz Schuh
- 1954: Heinrich von Kleist: Der zerbrochne Krug – (mit Ernst Schröder und Hanne Hiob) – Regie: Oscar Fritz Schuh
- 1973: Georges Feydeau: Der Damenschneider – (mit Loni Heuser und Jo Herbst) – Regie: Hansjörg Utzerath
- 1973: William Shakespeare: Othello – (mit Hans Dieter Zeidler und Anneliese Römer) – Regie: Leopold Lindtberg
- 1973: Pavel Kohout: August, August, August – (mit Hans Putz) – Regie: Helmut Käutner
- 1975: Jean-Claude Grumberg: Dreyfus – (mit Gisela Trowe und Joachim Kemmer) – Regie: Helmut Käutner

Hebbel-Theater Berlin:
- 1952: Julien Luchaire: Die Zwanzigjährigen – (mit Gisela Trowe, Wolfgang Kieling und Klaus Kinski) – Regie: Walter Süssenguth

Komödie am Kurfürstendamm Berlin:
- 1953: André Roussin: Eine unmögliche Frau – (mit Alice Treff und Hans Nielsen) – Regie: Erik Ode
- 1955: John van Druten: Meine beste Freundin – (mit Inge Meysel und Richard Häußler) – Regie: Erik Ode
- 1956: Hans José Rehfisch: Oberst Chabert – (mit Hilde Krahl und Charles Regnier) – Regie: Hans Schweikart
- 1961: F. Hugh Herbert: Wolken sind überall – (mit Chariklia Baxevanos und Wolfgang Lukschy) – Regie: Harry Meyen
- 1962: Alexandre Breffort: Irma la Douce – (mit Violetta Ferrari und Horst Keitel)- Regie: Rolf Kutschera
- 1963: Roger MacDougall: Gog und Magog – (mit Edith Schollwer und Horst Niendorf) – Regie: Rudolf Schündler
- 1963: Peter Shaffer: Hören sie zu – geben sie acht – (mit Chariklia Baxevanos und Ernst Jacobi) – Regie:  Harry Meyen
- 1965: Leslie Bricusse: Halt die Welt an – Ich will aussteigen – (mit Violetta Ferrari) – Regie: Edgar Walther
- 1966: Neil Simon: Ausreisser – (mit Ilse Pagé und Christiane Krüger) – Regie: Wolfgang Spier
- 1967: Muriel Resnik: Jeden Mittwoch – (mit Chariklia Baxevanos und Gretl Schörg) – Regie: Wolfgang Spier
- 1973: Bob Randell: Sechs Zimmer mit Seeblick – (mit Liane Hielscher) – Regie: Herbert Ballmann
- 1974: Joyce Reyburn: Früher oder später – (mit Almut Eggert, Simone Rethel und Stefan Behrens) – Regie: Wolfgang Spier
- 1975: Ray Cooney: Bleib doch bis zum Frühstück – (mit Gaby Gasser) – Regie: Wolfgang Spier
- 1975: Murray Schisgal: Rosa Zeiten – (mit Brigitte Grothum und Peter Schiff) – Regie: Rolf Henniger
- 1975: Jean Jacques Bricaire: Süß und verrückt – (mit Karin Eickelbaum und Friedrich Schoenfelder) – Regie: Stefan Behrens
- 1977: Marcel Mithois: Arc de Triomphe – (mit Gisela Uhlen und Gisela Trowe) – Regie: Wolfgang Spier
- 1978: Peter Yeldham: Spiel mit dem Feuer – (mit Karin Eickelbaum, Barbara Schöne und Horst Niendorf) – Regie: Jürgen Wölffer
- 1982: Walter Hasenclever: Ein besserer Herr – (mit Ute Willing und Ulrich Matthes) – Regie: Jürgen Thormann
- 1984: Neil Simon: Plaza Suite – (mit Anaid Iplicjian) – Regie: Jürgen Wölffer
- 1993: Neil Simon: Sonny Boys – (mit Wolfgang Spier) – Regie: Jürgen Wölffer

Renaissance-Theater Berlin:
- 1953: Jean Giltène: Der Engel von Montparnasse – (mit Ursula Lingen und Hilde Volk) – Regie: Kurt Meisel
- 1954: Louis Verneuil: Meine Cousine aus Warschau – (mit Susanne von Almassy) – Regie: Rolf Kutschera
- 1957: Sidney Howard: Die Silberschnur – (mit Käthe Dorsch und Antje Weisgerber) – Regie: Ludwig Berger
- 1958: Oscar Wilde: Bunbury – (mit Ursula Herking und Gisela Peltzer) – Regie: Harry Meyen
- 1987: John Osborne: Der Entertainer – (mit Erik Frey und Rudolf Bissegger) – Regie: Gerhard Klingenberg
- 1988: Molière: Tartuffe – (mit Peter Ehrlich) – Regie: Gerhard Klingenberg
- 1989: Bob Larbey: Schon wieder Sonntag – (mit Sebastian Fischer) – Regie: Barbara Basel
- 1990: Molière: Der Geizige – (mit Volker Brandt) – Regie: Gerhard Klingenberg
- 1990: Eugene O’Neill: Eines langen Tages Reise in die Nacht (mit Judy Winter und Benedict Freitag) – Regie: Gerhard Klingenberg

Kleine Komödie am Max II München:
- 1967: Lawrence Roman: Ein Ehemann zur Ansicht – (mit Chariklia Baxevanos und Eckart Dux) – Regie: Wolfgang Spier
- 1969: Norman Krasna: Kein Problem – (mit Grit Boettcher, Peer Schmidt und Rose Renée Roth) – Regie: Wolfgang Spier
- 1979: Peter Yeldham: Spiel mit dem Feuer – (mit Uschi Glas) – Regie: Jürgen Wölffer

Hansa-Theater: Berlin:
- 1970: Franz Molnar: Liliom – (mit Inge Wolffberg und Paul Esser) – Regie: Paul Esser
- 1971: Bill Naughton: Alfie – (mit Chariklia Baxevanos) – Regie: Peter Goldbaum
- 1972: George Bernard Shaw: Helden (Bluntschli) – (mit Christine Diersch) – Regie: Paul Esser

Komödie Winterhuder Fährhaus Hamburg:
- 1979: Bill Manhoff: Die Eule und das Kätzchen – mit Christiane Rücker – Regie: Michael Hensel

Residenztheater München:
- 1981: Elisabeth Hauptmann: Happy End – (mit Christine Ostermayer und Edith Schneider) – Regie: Helmut Baumann

Schlossparktheater Berlin:
- 1993: Peter Turrini: Alpenglühen (mit Hannelore Hoger) – Regie: Alfred Kirchner

Maxim-Gorki-Theater Berlin:
- 1996: Carl Zuckmayer: Der Hauptmann von Köpenick – Regie: Katharina Thalbach

Tournee-Theater:
- 1955: Hans José Rehfisch: Oberst Chabert – (mit Hilde Krahl und O. E. Hasse) – Regie: Hans Schweikart
- 1970: Georges Feydeau: Das System des Monsieur Ribadier – (mit Claus Biederstaedt) – Regie: Wolfgang Spier
- 1981: Georges Feydeau: System Ribadier – (mit Chariklia Baxevanos) – Regie: Wolfgang Spier

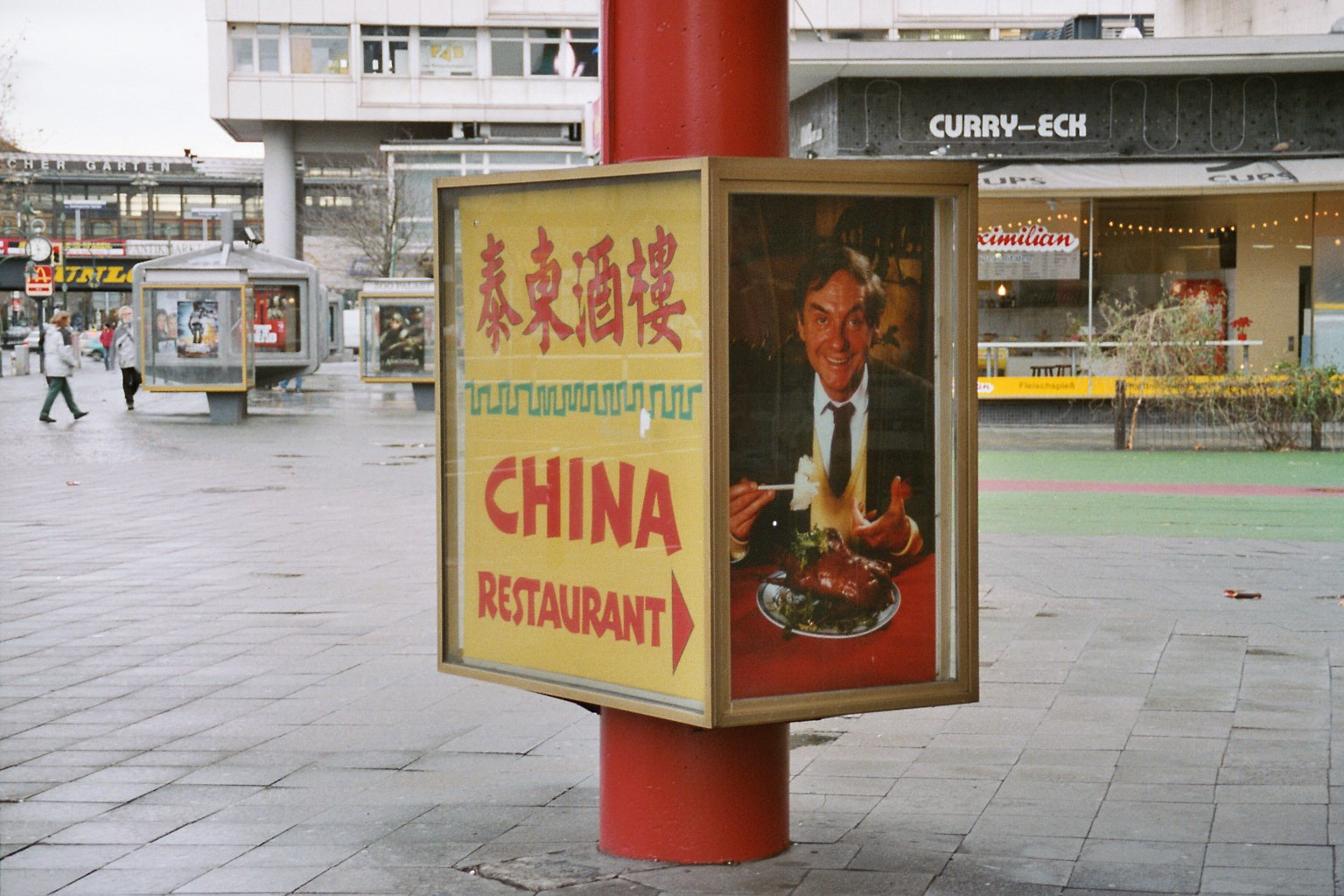
Werbung mit Harald Juhnke für das ehemalige Lokal Tai-Tung seines Schwiegervaters im Bikini-Haus
in der Berliner Budapester Straße, Nähe Bahnhof Zoo

## Diskografie
Studio-Alben (ohne Best-of-Sampler)
- 1968: Mit beiden Händen in den Taschen (LP/CD)
- 1976: Aber vor allem würde ich trinken! (LP/CD)
- 1979: Ein Mann für alle Fälle (LP/CD)
- 1981: Harald Juhnke (LP)
- 1982: Schuld sind nur die Frau’n (LP)
- 1983: Goodbye Madame (LP)
- 1989: Barfuß oder Lackschuh (LP/CD)
- 1992: Manchmal ein Clown sein (CD)
- 1998: His Way (CD)
- 1999: That’s life (CD)

Live-Alben
- 1984: Tonight Harald (DVD)
- 1995: My Way – Das Beste (Tournee-Mitschnitt von 1995) (CD)

## Filmografie

### Kino
- 1950: Drei Mädchen spinnen
- 1953: Die blaue Stunde
- 1953: Die Stärkere
- 1953: Das tanzende Herz
- 1953: Schlagerparade
- 1954: Gitarren der Liebe
- 1955: Oberarzt Dr. Solm
- 1955: Heldentum nach Ladenschluß
- 1955: Wie werde ich Filmstar?
- 1955: Wunschkonzert
- 1955: Wenn die Alpenrosen blüh’n
- 1955: Der Frontgockel
- 1955: Parole Heimat
- 1955: Ihr Leibregiment
- 1956: Studentin Helene Willfüer
- 1956: IA in Oberbayern
- 1956: Der Glockengießer von Tirol
- 1956: Der Mustergatte
- 1957: Jede Nacht in einem anderen Bett
- 1957: Tolle Nacht
- 1957: Unter Palmen am blauen Meer
- 1957: Der tolle Bomberg
- 1957: Mit Rosen fängt die Liebe an
- 1957: Gruß und Kuß vom Tegernsee
- 1957: Almenrausch und Edelweiß
- 1958: Bühne frei für Marika
- 1958: Die grünen Teufel von Monte Cassino
- 1958: U 47 – Kapitänleutnant Prien
- 1958: Piefke, der Schrecken der Kompanie
- 1958: Wenn Mädchen ins Manöver zieh’n
- 1959: Skandal um Dodo
- 1959: Hula-Hopp, Conny
- 1959: La Paloma
- 1959: Tausend Sterne leuchten
- 1959: Bei der blonden Kathrein
- 1959: Mein Schatz, komm mit ans blaue Meer
- 1960: Das hab’ ich in Paris gelernt
- 1960: Schick deine Frau nicht nach Italien
- 1960: Der letzte Zeuge
- 1960: Schön ist die Liebe am Königssee
- 1961: Was macht Papa denn in Italien?
- 1961: Davon träumen alle Mädchen
- 1961: Am Sonntag will mein Süßer mit mir segeln gehn
- 1961: Isola Bella
- 1961: So liebt und küßt man in Tirol
- 1962: Der verkaufte Großvater
- 1962: So toll wie anno dazumal
- 1962: Das Testament des Dr. Mabuse
- 1962: Ohne Krimi geht die Mimi nie ins Bett
- 1963: Allotria in Zell am See
- 1964: Lausbubengeschichten
- 1964: Die goldene Göttin vom Rio Beni
- 1964: Die drei Scheinheiligen
- 1965: Das Geheimnis der drei Dschunken
- 1965: Die letzten Drei der Albatros
- 1966: Der Mörder mit dem Seidenschal
- 1969: Pepe, der Paukerschreck
- 1969: Klein Erna auf dem Jungfernstieg
- 1969: Die Lümmel von der ersten Bank – Hurra, die Schule brennt!
- 1969: Ludwig auf Freiersfüßen
- 1973: Mit der Liebe spielt man nicht
- 1974: Auch ich war nur ein mittelmäßiger Schüler
- 1984: Sigi, der Straßenfeger
- 1989: Jenseits von Blau
- 1990: Die Hallo-Sisters
- 1992: Schtonk!
- 1994: Asterix in Amerika (Erzähler)
- 1994: Alles auf Anfang
- 1994: Des Kaisers neue Kleider (Císařovy nové šaty)
- 1996: Gespräch mit dem Biest (Conversation with the Beast)

### Fernsehen
- 1960: Aufruhr (Fernsehfilm)
- 1960: Sie können’s mir glauben (Fernsehfilm)
- 1961: Biographie und Liebe (Fernsehfilm)
- 1962: Annelie – Annelou (Fernsehfilm)
- 1963: Ich liebe dich (Fernsehfilm)
- 1963: Meine Frau Susanne (Fernsehserie) – Fräulein Lotte
- 1966: Cyprienne oder Lassen wir uns scheiden? (Fernsehfilm)
- 1967: Ist er gut? Ist er böse? (Fernsehfilm)
- 1969: Kim Philby war der dritte Mann (Fernsehfilm)
- 1969: Polizeifunk ruft Folge 38: Wohnung zu vermieten
- 1970: Eine Kugel für den Kommissar (Serie Der Kommissar)
- 1973: Lokaltermin – Fräulein Blaubart, Der Schutzmann von Köpenick
- 1974: Preussenkorso Nr. 17 (Episoden-Fernsehfilm)
- 1974: Die Buchholzens (siebenteilige Fernsehreihe)
- 1974: Unter einem Dach (Fernsehserie, mehrere Folgen)
- 1975: Sergeant Berry (Fernsehserie, 2. Staffel)
- 1975: Beschlossen und verkündet (Fernsehserie) – Geisterhände
- 1976: Derrick – Pecko
- 1976: Die Buschspringer (Fernsehserie)
- 1977: Ein verrücktes Paar (Fernsehserie, bis 1980)
- 1977: Arc de Triomphe (Fernsehfilm)
- 1977: Lokalseite unten links: Tournee (Fernsehserie, Folge 45)
- 1978: Café Wernicke (Fernsehserie)
- 1978: Ein Mann will nach oben (Fernsehserie)
- 1978: Ein Mann für alle Fälle (Minifernsehserie)
- 1980: Pension Schöller (Fernsehfilm)
- 1980–1985: Leute wie du und ich (Fernsehserie)
- 1981: Es bleibt in der Familie (Fernsehfilm)
- 1982: Schuld sind nur die Frauen (Fernsehfilm)
- 1984: Freundschaften (Episodenfilm)
- 1985: Mein Freund Harvey (Theateraufzeichnung)
- 1985: Wir vom Preußenkorso (Episodenfilm)
- 1985: Mit Axel auf Achse (Fernsehspiel)
- 1986: Plaza Suite (Theateraufzeichnung)
- 1987: Drei Damen vom Grill (Fernsehserie)
- 1987: Harald und Eddi (Fernsehserie, bis 1990)
- 1989: Der Entertainer (Theateraufzeichnung)
- 1989: Die Schwarzwaldklinik (Fernsehserie)
- 1991: Der Geizige (Theateraufzeichnung)
- 1991: Ein seltsames Paar (Theateraufzeichnung)
- 1991: Juhnke & Co (Comedy-Show, 6 Folgen)
- 1992: Der Forstarzt (Fernsehserie, 6 Folgen)
- 1992: Der Papagei (Fernsehfilm) – Regie: Ralf Huettner
- 1992: Ein Schloß am Wörthersee: Frank und Eddie (Fernsehserie, Folge 26)
- 1993: Harry & Sunny (Fernsehserie)
- 1993: Der Showmaster (Fernsehfilm)
- 1993: Heimatgeschichten (Fernsehreihe, Folge 5: Ein Kerl wie Samt und Seide und Folge 7: Hase und Igel)
- 1993: Glückliche Reise – Jamaica (Fernsehreihe)
- 1993: Das Double (Fernsehfilm)
- 1994: Zwei alte Hasen (Fernsehserie)
- 1995: Sunny Boys (Theateraufzeichnung)
- 1995: Der Trinker (Fernsehfilm)
- 1995: Oh je – Du Fröhliche (Fernsehfilm) – Regie: Stefan Lukschy
- 1996: Friedemann Brix – Eine Schwäche für Mord (Fernsehserie)
- 1997: Der Hauptmann von Köpenick (Fernsehfilm)
- 1997: Klinik unter Palmen (Fernsehserie)
- 1998: Fröhliche Chaoten (Fernsehfilm)
- 1998: Silberdisteln (Fernsehfilm)
- 1998: Letzte Chance für Harry (Fernsehfilm)
- 1999: Die Spesenritter (Fernsehfilm)
- 2000: Ein lasterhaftes Pärchen (Fernsehfilm)
- 2000: Vor Sonnenuntergang (Fernsehfilm)
- 2000: Zwei Dickköpfe mit Format (Fernsehfilm)

### Fernsehshows (Auswahl)
- 1963: Strandgeflüster (Fernsehshow; Auftritt)
- 1972: Meerschweinchenrevue (Fernsehshow; Auftritt)
- 1974: Die aktuelle Schaubude (Fernsehmagazin; Auftritt)
- 1977: Klimbim (Fernsehshow, Gastauftritte in den Folgen 5 und 7)
- 1979: Musik ist Trumpf (Fernsehshow, bis 1981)
- 1983: Wie wär’s heut’ mit Revue? (Fernsehshow bis 1984)
- 1985: Willkommen im Club (Fernsehshow bis 1991)

## Hörspiele
Quelle: ARD-Hörspieldatenbank
- 1950: Margot Mertens: Ein Mensch – Regie: Rolf von Sydow (RIAS) – Erstsendung: 12. Februar 1950
- 1950: Christian Bock: Besondere Kennzeichen? – Regie: Hanns Korngiebel (RIAS) – Erstsendung: 10. Mai 1950
- 1950: Ellie Tschauner: Amtliche Schaumschlägerei oder Zehn Eier amtlich zu Schaum geschlagen – Regie: Ellie Tschauner (RIAS) – Erstsendung: 8. Juli 1950
- 1951: Werner Brink: Es kommt doch an den Tag – Regie: Werner Oehlschläger (RIAS) – Erstsendung: 29. Oktober 1951
- 1952: Hermann Krause: Mein Name ist Heinzelmann – Regie: Werner Oehlschläger (RIAS) – Erstsendung: 26. Januar 1952
- 1952: James Bridie: Mr. Gillie – Regie: Hermann Schindler (RIAS) – Erstsendung: 23. April 1952
- 1953: Johannes Hendrich: Die Schnur am Hampelmann – Regie: Harald Philipp (RIAS) – Erstsendung: 4. Januar 1954
- 1954: Molière: Tartuffe – Regie: Oscar Fritz Schuh (NWDR) – Erstsendung: 1. April 1954
- 1954: Herman Wouk: Die Caine war ihr Schicksal – Regie: Gert Westphal (RIAS / SWF) – Erstsendung: 23. November 1954
- 1955: Heinz Coubier: Fräulein Caroline – Regie: Erik Ode (RIAS) – Erstsendung: 18. Mai 1955
- 1957: Milo Dor; Reinhard Federmann: Die Angst am frühen Morgen – Regie: Jürgen Petersen (HR) – Erstsendung: 9. Dezember 1957
- 1958: Joaquín Calvo Sotelo: Die Reise nach Tanger – Regie: Theodor Steiner (HR) – Erstsendung: 3. Februar 1958
- 1959: Franz von Schönthan; Paul von Schönthan: Der Raub der Sabinerinnen – Regie: Heinz-Günter Stamm (BR) – Erstsendung: 1. Februar 1959
- 1959: Günter Eilemann; Bert Roman: Es zogen drei Burschen … – Regie: Hermann Pfeiffer (WDR) – Erstsendung: 12. Oktober 1959
- 1961: Max Gundermann: Schlechtes Wetter mit schönen Aussichten – Regie: Wolfgang Spier (RIAS) – Erstsendung: 26. Juli 1961
- 1964: Hermann Sudermann: Heilige Zeit – Regie: Heinz-Günter Stamm (BR) – Erstsendung: 13. Dezember 1964
- 1968: Karlhans Frank: Im Gedränge – Regie: Danielo Devaux (HR) – Erstsendung: 16. März 1958
- 1968: Johannes Hendrich: Ein Freundschaftsdienst (1. Teil) – Regie: Hermann Pfeiffer (WDR / SFB) – Erstsendung: 5. Juli 1968
- 1968: Johannes Hendrich: Ein Freundschaftsdienst (2. Teil) – Regie: Hermann Pfeiffer (WDR / SFB) – Erstsendung: 12. Juli 1968
- 1968: Johannes Hendrich: Ein Freundschaftsdienst (3. Teil) – Regie: Hermann Pfeiffer (WDR / SFB) – Erstsendung: 19. Juli 1968
- 1968: Gerhard Niezoldi: Unbescholten – Regie: Fritz Peter Vary (WDR) – Erstsendung: 23. Juli 1968
- 1968: Johannes Hendrich: Ein Freundschaftsdienst (4. Teil) – Regie: Hermann Pfeiffer (WDR / SFB) – Erstsendung: 26. Juli 1968
- 1968: Johannes Hendrich: Ein Freundschaftsdienst (5. Teil) – Regie: Hermann Pfeiffer (WDR / SFB) – Erstsendung: 2. August 1968
- 1968: Hans Joachim Hohberg: Grouselettchen – Regie: Wolfram Rosemann (WDR) – Erstsendung: 10. August 1968
- 1968: Milan Uhde: Das, was kommt – Regie: Hans Gerd Krogmann (WDR) – Erstsendung: 2. November 1968
- 1969: Martin Kurbjuhn: Privatleben – Regie: Jörg Jannings (HR) – Erstsendung: 13. Oktober 1969
- 1969: Siegfried Pfaff: Regina B. – ein Tag aus ihrem Leben – Regie: Walter Ohm (BR / HR) – Erstsendung: 27. Oktober 1970
- 1970: Rolf und Alexandra Becker: Neue Abenteuer von Dickie Dick Dickens (4. Staffel: 2. Folge: Ein Täßchen Kakao) – Regie: Walter Netzsch (BR) – Erstsendung: 16. Oktober 1970
- 1971: Rolf und Alexandra Becker: Neue Abenteuer von Dickie Dick Dickens (4. Staffel: 4. Folge: Symphonie in Bumm) – Regie: Walter Netzsch (BR) – Erstsendung: 11. Dezember 1969
- 1971: Karl Richard Tschon: Pat (1. Teil) – Regie: Otto Kurth (WDR) – Erstsendung: 27. Februar 1971
- 1971: Karl Richard Tschon: Pat (2. Teil) – Regie: Otto Kurth (WDR) – Erstsendung: 6. März 1971
- 1971: Karl Richard Tschon: Pat (3. Teil) – Regie: Otto Kurth (WDR) – Erstsendung: 13. März 1971
- 1973: Klaus Wirbitzky: Goldfische – Regie: Klaus Wirbitzky (SFB / HR) – Erstsendung: 16. Dezember 1973
- 1978: Wolfgang Kirchner: Sprechstörungen – Regie: Hans Gerd Krogmann (WDR / SFB) – Erstsendung: 26. September 1978
- 1978: Peter Jakobi: Llano Ekstasado – Regie: Rolf von Goth (SFB) – Erstsendung: 24. April 1979
- 1978: Malcolm Quantrill: Damit wir uns recht verstehen – Regie: Klaus Mehrländer (WDR) – Erstsendung: 30. Januar 1989
- 1979: Michael Mansfeld; Gerda Corbett: Das Verhör des Ernst Niekisch – Regie: Walter Ohm (BR) – Erstsendung: 7. Oktober 1979
- 1982: Michael Koser: Die lange Nacht des jungen Werthers – Regie: Robert Matejka (RIAS Berlin) – Erstsendung: 18. Mai 1982

## Auszeichnungen
- 1970: Bambi des Zeitschriftenverlags Burda
- 1978: Goldener Vorhang des Theaterclubs Berlin
- 1980: Goldene Ehrenmütze der Großen Brühler KG Fidele Bröhler
- 1981: Goldene Kamera (Hörzu) in der Kategorie Schauspieler
- 1990: Goldene Europa – Ehrung als Entertainer der 1980er- und 1990er-Jahre
- 1990: Bambi
- 1991: Filmband in Gold – Kategorie Darstellerische Leistungen in Die Hallo-Sisters
- 1992: Bambi
- 1993: Ernst-Lubitsch-Preis für die Rolle des Ressortleiters Kummer im Film Schtonk!
- 1993: Bayerischer Fernsehpreis für die Rolle des Stricker im Film Der Papagei
- 1993: Karl-Valentin-Orden
- 1993: Romy (ORF) – Ehrung der beliebtesten Fernsehstars des Jahres
- 1995: Berliner Bär (B.Z.-Kulturpreis) für sein Gesamtwerk
- 1996: Goldene Kamera in der Kategorie Schauspieler
- 1997: Telestar 96 (ARD/ZDF) für sein Lebenswerk
- 1998: Goldener Löwe (RTL)
- 2000: Goldene Kamera in der Kategorie Ehrenpreis Berlin